# Aloysius Diepstraten
Aloysius Adrianus Diepstraten (Oosterhout, 1 juni 1927 – Utrecht, 13 oktober 1969) was een Nederlands politicus van de KVP.
In 1962 ging hij als hoofdcommies werken bij de gemeente Noordoostpolder waar hij optrad als 'Public Relations Officer'. Daarnaast was hij vanaf 1965 zowel bestuurslid van de KRO als hoofdbestuurslid van de Algemene Rooms-Katholieke Ambtenarenvereniging (ARKA). In februari 1967 werd Diepstraten de burgemeester van Bakel en Milheeze. In 1969 werd hij op het Centraal Station Utrecht onwel en overleed ter plaatse op 42-jarige leeftijd.